# Ferruaspis
Ferruaspis brocksi è una specie di pesce osseo fossile, appartenente all'ordine Osmeriformes, descritta sulla base di esemplari ben conservati risalenti al Miocene medio (11-16 milioni di anni fa) e rinvenuti nel Nuovo Galles del Sud, Australia.

## Descrizione
Ferruaspis era un pesce di piccole dimensioni (lunghezza circa 15 centimetri), snello e fusiforme, dotato di una pinna adiposa. La specie si distingue da Stokellia, Retropinna e dalla maggior parte dei Galaxiidae per la posizione della pinna dorsale, situata sopra le pinne pelviche, mentre negli altri taxa è collocata più posteriormente. Si differenzia dai Retropinnidae, che possiedono 17 o 18 raggi primari nella pinna caudale, per la presenza di 19 raggi primari, l'assenza di una chiglia ventrale cornea, la struttura slanciata delle ultime spine neurali e la mancanza di fusione tra il primo ipurale e il paripurale. Rispetto agli Osmeridae, che presentano tra 7 e 14 raggi nella pinna dorsale, Ferruaspis brocksi ne possiede 16, oltre a un margine posteriore della pinna anale affusolato. Si distingue dai Galaxiidae, che hanno meno di 16 raggi primari nella pinna caudale, per il numero di raggi primari e la maggiore profondità del corpo.
La distribuzione dei melanofori indica che la specie presentava una colorazione contro-ombreggiata con due strisce laterali.

## Classificazione
Ferruaspis brocksi venne descritto per la prima volta nel 2025 sulla base di molteplici esemplari trovati nella zona di McGrath Flat, a circa 25 chilometri da Gulgong nel Nuovo Galles del Sud, in Australia. 
Le analisi filogenetiche indicano che la specie rappresenta un ramo precoce della radiazione meridionale degli Osmeriformes. 

## Paleoecologia
I fossili sono mineralizzati in goethite, un minerale di ossido-idrossido di ferro, che ha permesso una conservazione eccezionale. Il contenuto stomacale preservato suggerisce una dieta bentopelagica opportunistica, come evidenziato dalla presenza di larve di insetti ditteri della specie Chaoborus abundans, due ali di insetti e un bivalve. Un altro bivalve (Unionidae) è stato rinvenuto attaccato alla coda di uno degli esemplari. 
Il ritrovamento di Ferruaspis brocksi ad ovest della Great Dividing Range, in una popolazione caratterizzata da una varietà di dimensioni corporee, suggerisce che almeno questa popolazione, se non l'intera specie, trascorresse l'intero ciclo vitale in acqua dolce, a differenza della maggior parte degli Osmeriformes attuali. 